# Luka Romero
Luka Romero Bezzana (Durango, 2004. november 18. –) argentín nemzetiségű, és utánpótlás válogatott labdarúgó, a Cruz Azul játékosa.

## Pályafutása

### Korai évek
Mexikóban született egy argentin családban. Mindhárom útlevéllel rendelkezik. Hét évesen a Formentera csapatában kezdte karrierjét, három évig nevelkedett ott. 2014-ben csatlakozott a Sant Jordi klubhoz, ott egy szezont töltött. Majd a következő állomása az RCD Mallorca volt.

### Klubcsapatban

#### RCD Mallorca
2020. június 24-én debütált a spanyol bajnokság első osztályában, a 84. percben cserként Iddrisu Baba-t váltotta, a Real Madrid CF elleni 2–0-s idegenbeli mérkőzésen.
Ezzel 15 évesen és 219 naposan ő lett minden idők legfiatalabb játékosa a spanyol élvonalban. Francisco Bao Sanson rekordját utasította maga mögé.  November 29-én jegyezte az első gólját, a 85. percben egy látványos találatot szerezve, a Segunda División (spanyol másodosztály), UD Logroñés elleni 4–0-s mérkőzésen. 16 évesen és 11 naposan a csapat legfiatalabb, míg a bajnokság második legifjabb gólszerzője lett.

#### SS Lazio
2021. augusztus 19-én szerződtette a Lazio. Augusztus 28-ám mutatkozott be a Spezia elleni bajnoki mérkőzésen 16 évesen, 9 hónaposan és 10 naposan, amellyel ő lett a Lazio történetének legfiatalabb játékosa. 2022. november 10-én megszerezte első bajnoki gólját az AC Monza ellen 1–0-ra megnyert bajnoki találkozón, ezzel ő lett az olasz első osztály történetében az első 2004-es születésű gólszerző.

#### AC Milan
2023. július 6-án 2027. június 30-ig szóló szerződést írt alá az AC Milan csapatával.

#### Almería
2024. január 22-én a 2023–2024-es szezon végéig kölcsönben került az UD Almería csapatához. Február 24-én az Atlético Madrid elleni 2–2-es döntetlennel végződő mérkőzésen mutatkozott be.

#### Deportivo Alavés
2024. július 23-án ismét Spanyolországba került, a 2024–2025-ös szezonra a Deportivo Alavés labdarúgója lett, de idő előtt, 2025. január 17-én visszatért az AC Milanhoz.

#### Cruz Azul
2025. január 18-án ötéves szerződést írt alá és 3,3 millió euróért szerződtette a mexikói Cruz Azul.

### Válogatottban

#### Argentin U15
2019-es dél-amerikai bajnokságon képviselte az argentin csapatot, a második helyen fejezték be a tornát. 6 meccsen mindössze 2 gólt szerzett.

## Statisztika
2023. március 16-i állapot szerint.
| Klub             | Szezon           | Bajnokság        | Bajnokság | Bajnokság | Kupa  | Kupa  | Nemzetközi | Nemzetközi | Egyéb | Egyéb | Összes | Összes |
| Klub             | Szezon           | Liga             | Mérk.     | Gólok     | Mérk. | Gólok | Mérk.      | Gólok      | Mérk. | Gólok | Mérk.  | Gólok  |
| ---------------- | ---------------- | ---------------- | --------- | --------- | ----- | ----- | ---------- | ---------- | ----- | ----- | ------ | ------ |
| RCD Mallorca     | 2019–20          | La Liga          | 1         | 0         | 0     | 0     | —          | —          | —     | —     | 1      | 0      |
| RCD Mallorca     | 2020–21          | LaLiga2          | 6         | 1         | 2     | 0     | —          | —          | —     | —     | 8      | 1      |
| RCD Mallorca     | Összesen         | Összesen         | 7         | 1         | 2     | 0     | 0          | 0          | 0     | 0     | 9      | 1      |
| Lazio            | 2021–22          | Serie A          | 4         | 0         | 1     | 0     | 0          | 0          | —     | —     | 5      | 0      |
| Lazio            | 2022–23          | Serie A          | 6         | 1         | 1     | 0     | 5          | 0          | —     | —     | 12     | 1      |
| Lazio            | Összesen         | Összesen         | 14        | 1         | 2     | 0     | 5          | 0          | 0     | 0     | 21     | 1      |
| AC Milan         | 2023–24          | Serie A          | 0         | 0         | 0     | 0     | 0          | 0          | —     | —     | 0      | 0      |
| AC Milan         | Összesen         | Összesen         | 0         | 0         | 0     | 0     | 0          | 0          | 0     | 0     | 0      | 0      |
| Karrier összesen | Karrier összesen | Karrier összesen | 36        | 4         | 4     | 0     | 5          | 0          | 1     | 0     | 46     | 4      |

## Magánélete
Édesapja korábbi profi labdarúgó volt, Diego Adrián Romero személyében, és van egy ikertestvére Tobias, ő is szintén labdarúgó.